# Honkbal op de Olympische Zomerspelen 2008
Honkbal is een van de sporten die beoefend werden tijdens de Olympische Zomerspelen 2008 in Peking. Het toernooi werd gespeeld van 13 augustus tot en met 23 augustus 2008 op het Fengtai Baseballfield.
Er deden aan de sport alleen mannen mee; vrouwen streden om de prijzen bij softbal. Het was voorlopig de laatste keer dat er een olympisch honkbaltoernooi werd gespeeld, omdat het Internationaal Olympisch Comité had besloten honkbal vanaf 2012 van de Olympische agenda te halen.

## Kwalificatie
Naast het gastland China deden zeven teams mee, die zich via continentale toernooien en een olympisch kwalificatietoernooi konden plaatsen.

## Opzet
In de eerste ronde werden de acht deelnemende landen in twee groepen verdeeld, waarin elk land een keer tegen elk ander land speelde. De nummers een en twee van elke groep plaatsten zich voor de halve finales. De winnaars daarvan speelden in de finale, de verliezers om het brons.
Van 13 tot 20 augustus (behalve op 17 augustus) werden er per dag vier wedstrijden gespeeld. De aanvangstijden waren 10:30, 11:30, 18:00 en 19:00. Uit deze 28 wedstrijden kwamen de halvefinalisten. De halve finales werden op vrijdag 22 augustus om 10:30 en 18:00 gespeeld. Op zaterdag 23 augustus stond om 10:30 de wedstrijd om de bronzen medaille gepland en om 18:00 de finale om het zilver en goud.

## Programma

### Voorronde

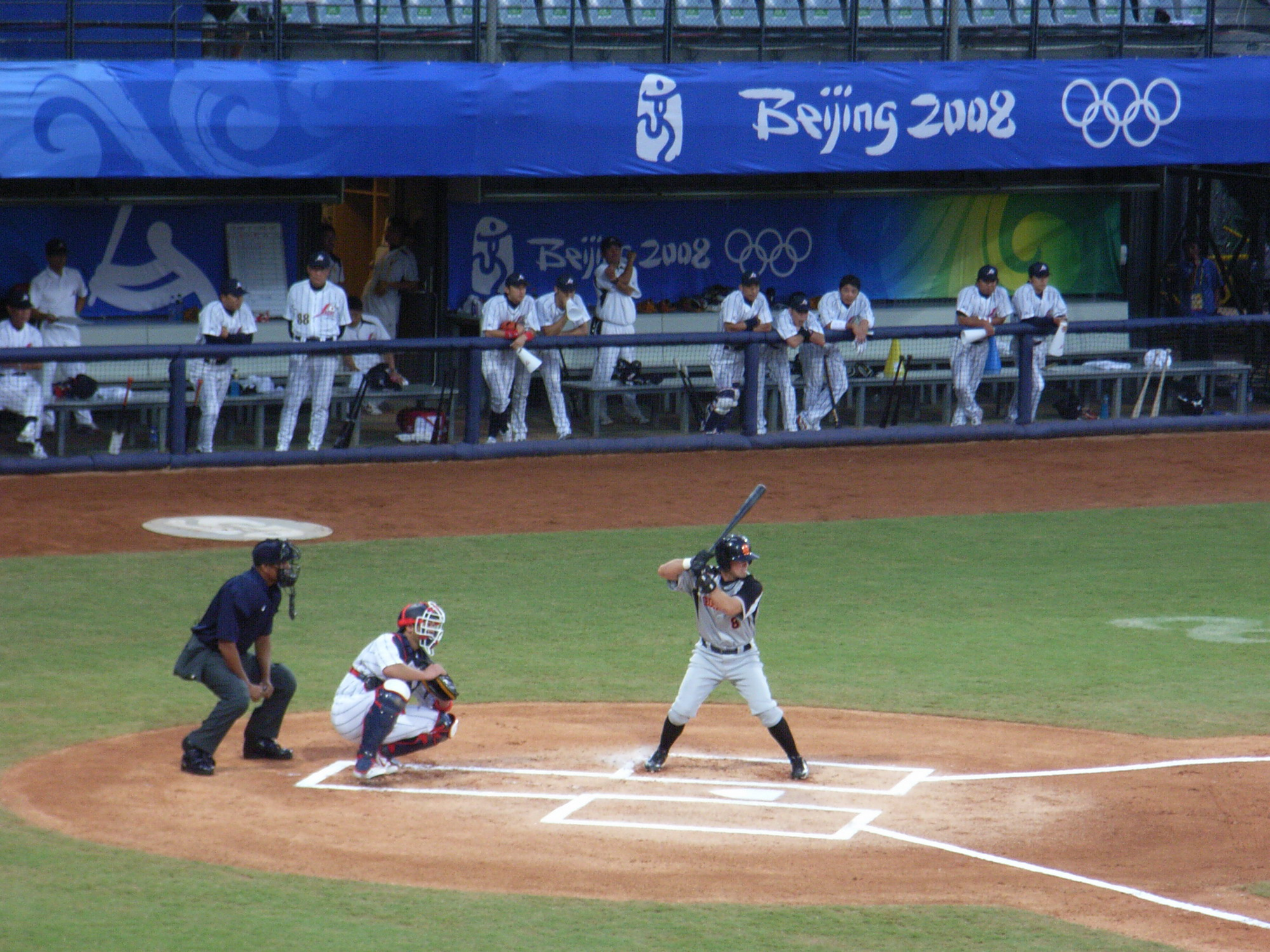
Nederland aan slag in de voorrondewedstrijd tegen Japan

| datum       | tijd  | land             | score  | land             |
| ----------- | ----- | ---------------- | ------ | ---------------- |
| 13 augustus | 10:30 | Chinees Taipei   | 5 - 0  | Nederland        |
| 13 augustus | 11:30 | China            | 0 - 10 | Canada           |
| 13 augustus | 18:00 | Zuid-Korea       | 8 - 7  | Verenigde Staten |
| 13 augustus | 19:00 | Cuba             | 4 - 2  | Japan            |
| 14 augustus | 10:30 | Nederland        | 0 - 7  | Verenigde Staten |
| 14 augustus | 18:00 | Cuba             | 7 - 6  | Canada           |
| 14 augustus | 19:00 | Chinees Taipei   | 1 - 6  | Japan            |
| 15 augustus | 10:30 | China            | 8 - 7  | Chinees Taipei   |
| 15 augustus | 11:30 | Verenigde Staten | 4 - 5  | Cuba             |
| 15 augustus | 18:00 | Canada           | 0 - 1  | Zuid-Korea       |
| 15 augustus | 19:00 | Japan            | 6 - 0  | Nederland        |
| 16 augustus | 10:30 | Verenigde Staten | 5 - 4  | Canada           |
| 16 augustus | 11:30 | Cuba             | 1 - 0  | Chinees Taipei   |
| 16 augustus | 18:00 | China            | 4 - 6  | Nederland        |
| 16 augustus | 19:00 | Japan            | 3 - 5  | Zuid-Korea       |
| 17 augustus | 18:00 | Zuid-Korea       | 1 - 0  | China            |
| 18 augustus | 10:30 | Canada           | 0 - 1  | Japan            |
| 18 augustus | 11:30 | Chinees Taipei   | 8 - 9  | Zuid-Korea       |
| 18 augustus | 18:00 | Nederland        | 3 - 14 | Cuba             |
| 18 augustus | 19:00 | Verenigde Staten | 9 - 1  | China            |
| 19 augustus | 10:30 | Nederland        | 0 - 4  | Canada           |
| 19 augustus | 11:30 | Zuid-Korea       | 7 - 4  | Cuba             |
| 19 augustus | 18:00 | Japan            | 10 - 0 | China            |
| 19 augustus | 19:00 | Verenigde Staten | 4 - 2  | Chinees Taipei   |
| 20 augustus | 10:30 | Cuba             | 17 - 1 | China            |
| 20 augustus | 11:30 | Nederland        | 0 - 10 | Zuid-Korea       |
| 20 augustus | 18:00 | Canada           | 5 - 6  | Chinees Taipei   |
| 20 augustus | 19:00 | Japan            | 2 - 4  | Verenigde Staten |

#### Stand
| Voorronde |                  |             |             |             |      |      |       |    |
| #         | Land             | Wedstrijden | Wedstrijden | Wedstrijden | Runs | Runs | W/V % | Gb |
| #         | Land             | G           | W           | V           | V    | T    | W/V % | Gb |
| 1         | Zuid-Korea       | 7           | 7           | 0           | 41   | 22   | 1,000 | -  |
| 2         | Cuba             | 7           | 6           | 1           | 52   | 23   | 0,857 | 1  |
| 3         | Verenigde Staten | 7           | 5           | 2           | 40   | 22   | 0,714 | 2  |
| 4         | Japan            | 7           | 4           | 3           | 30   | 14   | 0,571 | 3  |
| 5         | Chinees Taipei   | 7           | 2           | 5           | 29   | 33   | 0,286 | 5  |
| 6         | Canada           | 7           | 2           | 5           | 29   | 20   | 0,286 | 5  |
| 7         | Nederland        | 7           | 1           | 6           | 9    | 50   | 0,143 | 6  |
| 8         | China            | 7           | 1           | 6           | 14   | 60   | 0,143 | 6  |

### Halve finales
| datum       | tijd  | land       | score  | land             |
| ----------- | ----- | ---------- | ------ | ---------------- |
| 22 augustus | 10:30 | Zuid-Korea | 6 - 2  | Japan            |
| 22 augustus | 18:00 | Cuba       | 10 - 2 | Verenigde Staten |

### Bronzen finale
| datum       | tijd  | land  | score | land             |
| ----------- | ----- | ----- | ----- | ---------------- |
| 23 augustus | 10:30 | Japan | 4 - 8 | Verenigde Staten |

### Finale
| datum       | tijd  | land       | score | land |
| ----------- | ----- | ---------- | ----- | ---- |
| 23 augustus | 18:00 | Zuid-Korea | 3 - 2 | Cuba |

### Eindrangschikking
| Goud | Zilver | Brons | 4 |
| Zuid-Korea Bong Jung-Keun Chong Tae-Hyon Jang Won-Sam Jeong Keun-Woo Jin-Ka Byong Han Kyoo Kang Min-Ho Kim Dong-Joo Kim Hyun-Soo Kim Kwang-Hyun Kim Min-Jae Ko Young-Min Kwon Hyuk Lee Dae-Ho Lee Jin-Young Lee Jong-Wook Lee Seung-Yuop Lee Taek-Keun Lee Yong-Kyu Oh Seung-Hwan Park Jin-Man Ryu Hyun-Jin Song Seung-Jun Yoon Suk-Min                          | Cuba Alexei Bell Frederich Cepeda Alfredo Despaigne Giorbis Duvergel Michel Enriquez Norberto Gonzalez Yuliesky Gourriel Miguel la Hera Pedro Luis Lazo Jonder Martinez Alexander Mayeta Rolando Merino Luis Navas Vicyohandry Odelin Hector Olivera Adiel Palma Eduardo Paret Yadier Pedroso Ariel Pestano Luis Rodriguez Elier Sanchez Eriel Sanchez Yoandry Urgelles Norge Luis Vera | Verenigde Staten Brett Anderson Jake Arrieta Brian Barden Matt Brown Trevor Cahill Jeremy Cummings Brian Deunsing Jason Donald Dexter Fowler John Gall Mike Hessman Kevin Jepsen Brandon Knight Michael Koplove Matt Laporta Lou Marson Brian Neal Jayson Nix Nate Schierholtz Jeff Stevens Stephan Strasburg Taylor Teagarden Terry Tiffee Casey Weathers                             | Japan Koji Uehara Kenshin Kawakami Hitoki Iwase Kyuji Fujikawa Yu Darvish Yoshihisa Naruse Tsuyoshi Wada Toshiya Sugiuchi Masahiro Tanaka Hideaki Wakui Shinnosuke Abe Akihiro Yano Tomoya Satozaki Masahiro Araki Takahiro Arai Shuichi Murata Shinya Miyamoto Tsuyoshi Nishioka Munenori Kawasaki Hiroyuki Nakajima Masahiko Morino Norichika Aoki Atsunori Inaba G. G. Sato |
| 5 | 6 | 7 | 8 |
| Chinees Taipei Tsao Chin-Hui Yang Chien-Fu Chen Wei-Yin Chang Chih-Chia Pan Wei-Lun Ni Fu-Te Hsu Wen-hsiung Lo Chia-Jen Cheng Kai-Wen Lee Cheng-Chang Yeh Chun-Chang Kao Chih-kang Chen Feng-Min Chiang Chih-Hsien Peng Cheng-Min Lin Chih-Sheng Kuo Yen-Wen Shih Chih-wei Chang Tai-Shan Lo Kuo-Hui Lin Che-Hsuan Chen Chin-feng Pan Wu-hsiung Chang Chien-Ming | Canada James Avery Chris Begg Tim Burton Rheal Cormier David Davidson Steve Green Mike Johnson Jonathan Lockwood Brooks McNiven Chris Reitsma R.J. Swindle David Corrente Chris Robinson Emerson Frostad Brett Lawrie Stubby Clapp Emmanuel Garcia Matt Roglestad Scott Thorman Jimmy Van Ostrand Ryan Radmanovich Michael Saunders Adam Stern Nick Weglarz                             | Nederland Sharnol Adriana David Bergman Leon Boyd Yurendell de Caster Rob Cordemans Michael Duursma Dave Draijer Bryan Engelhardt Percy Isenia Sidney de Jong Michiel van Kampen Eugene Kingsale Dirk van 't Klooster Roel Koolen Raily Legito Diego Markwell Shairon Martis Martijn Meeuwis Danny Rombley Tjerk Smeets Jeroen Sluijter Alexander Smit Juan Carlos Sulbaran Pim Walsma | China Bu Tao Chen Junyi Chen Kun Guo Youhua Li Chenhao Li Weiliang Liu Kai Lu Jiangang Sun Guoqiang Wang Nan Xu Zheng Zhang Li Wang Wei Yang Yang Jia Yubing Zhang Yufeng Sun Wei Hou Fenglian Jia Delong Feng Fei Li Lei Sun Lingfeng Wang Chao Zhang Hongbo |

Stockholm 1912* · 
Berlijn 1936* · 
Helsinki 1952* · 
Melbourne 1956* · 
Tokio 1964* · 
Los Angeles 1984* · 
Seoel 1988* · 
Barcelona 1992 · 
Atlanta 1996 · 
Sydney 2000 · 
Athene 2004 · 
Peking 2008 · 
Tokio 2020 · 
Los Angeles 2028 
Medaillewinnaars
* Demonstratiesport
atletiek · badminton · basketbal · boksen · boogschieten · gewichtheffen · gymnastiek · handbal · hockey · honkbal · judo · kanovaren · moderne vijfkamp · paardensport · roeien · schermen · schietsport · schoonspringen · softbal · synchroonzwemmen · taekwondo · tafeltennis · tennis · triatlon · voetbal · volleybal · waterpolo · wielersport · worstelen · zeilen · zwemmen